# Histoire des Song
L'Histoire des Song ou  Song shi (chinois : 宋史 ; pinyin : sòng shǐ) est un traité historique de la Chine médiévale. Comme son nom l'indique, il traîte de la période de la dynastie Song (960–1279). Il est l'œuvre de l'historien Toktogha (mongol (écriture mongole) : ᠲᠣᠭᠲᠠᠭᠠ, également auteur de l'Histoire des Liao et de l'Histoire des Jin. Il a été finalisé en 1345. Comportant 496 volumes, c'est la partie des Vingt-Quatre Histoires comportant le plus grand nombre de livres.